# Castro romano de Dierna
El castro romano de Dierna (en rumano: Castrul roman Dierna) fue un castrum romano para las tropas auxiliares romanas situado a orillas del Río Danubio en Orșova, en el distrito de Mehedinți de Rumania.

## Situación
Orșova se encuentra en una posición estratégicamente importante en el punto donde el Cerna desemboca en el Danubio, formando una gran bahía debido al remanso artificial del Danubio. Desde allí, varios pasos conducen a través de los Cárpatos Meridionales hacia el interior de Transilvania y Voivodina. De estos pasos, la conexión que va desde Orșova a través de los castra de Mehadia y Teregova hasta Tibiscum fue probablemente la más importante en la antigüedad. En el contexto geográfico de tráfico moderno, está marcado por la carretera nacional rumana 6, que en su parte sur atraviesa el valle del Cerna.
Las áreas de asentamiento romano estaban en las inmediaciones de la desembocadura del Cerna en una terraza alta. Debido a la represa artificial del Danubio para las plantas de energía de las Puertas de Hierro, las áreas más bajas con hallazgos romanos se hallan inundadas. Las zonas más altas fueron reconstruidas en la Edad Media, por lo que hoy en día no quedan restos en la zona.

## Hallazgos arqueológicos
La continuidad del asentamiento desde la antigüedad hasta los tiempos modernos fue la razón del denso desarrollo de áreas en las que los hallazgos relevantes estaban o aún están ocultos en el suelo. Como resultado, la prospección o excavación a gran escala nunca ha sido posible en la historia de la arqueología moderna. Otra complicación fue el aumento del nivel del agua del Danubio hasta en 20 metros, que inundó grandes áreas del antiguo estuario del Cerna. En general, sin embargo, podrían diferenciarse dos complejos de asentamientos militares cronológicamente diferentes, una guarnición del período imperial de los siglos II y III y una fortificación de la antigüedad tardía, que fue fundada a finales del siglo III y probablemente existió hasta el Imperio Bizantino desde finales del siglo III hasta la pérdida entre siglo VI e principios del siglo VII de la península balcánica. 

### Campamento de tropas auxiliares romanas
Excepto por las investigaciones realizadas por Florin Medeleț en 1966 y 1967, los hallazgos del campamento imperial apenas han sido examinados científicamente. Las dimensiones del fuerte eran de 64 m por 54 m, lo que corresponde a un área cubierta total de 0,35 hectáreas. Teóricamente, los hallazgos arqueológicos aún podrían estar presentes en el suelo inundado.

### Fortaleza tardía
La fortaleza de la antigüedad tardía se estableció como un fuerte de piedra (con el uso de ladrillos) bajo los reinados de Diocleciano (284-305) y Constantino I (306-337). El fuerte tenía planta cuadrada con una longitud de lado de 35,5 m, dando como resultado una superficie construida de 0,12 hectáreas. Sus lados miraban hacia los cuatro puntos cardinales. El muro defensivo tenía dos metros de espesor. En las esquinas del fuerte había torres que sobresalían hacia el exterior con diferentes plantas cuadradas y rectangulares (torre suroeste de 10,4 m por 8,0 m, torre noroeste de 8,9 m por 8,9 m, torre noreste de 8,0 m por 8,0 m). A finales del siglo IV la fortaleza fue destruida. Entre otras cosas, se descubrieron los restos de una balista del siglo IV en el contexto de esta estructura

### Asentamiento civil
Un vicus auxiliar ya se había desarrollado junto al fuerte en la época del campamento auxiliar imperial. El vicus era un asentamiento civil que se encontraba en casi todos los campamentos militares romanos y albergaba las viviendas de familiares de soldados, veteranos, artesanos, comerciantes, publicanos, prostitutas y otros proveedores de servicios. Independientemente de la existencia del campo auxiliar e incluso después de su existencia, el vicus de Dierna se convirtió en un asentamiento civil independiente, que estaba bordeado en sus extremos norte y sur por extensas necrópolis. Bajo Septimio Severo (193-211), este asentamiento, que mientras tanto también administraba una estación aduanera, fue elevado a la categoría de municipium. Los edificios individuales de la Dierna civil aún podrían examinarse arqueológicamente.

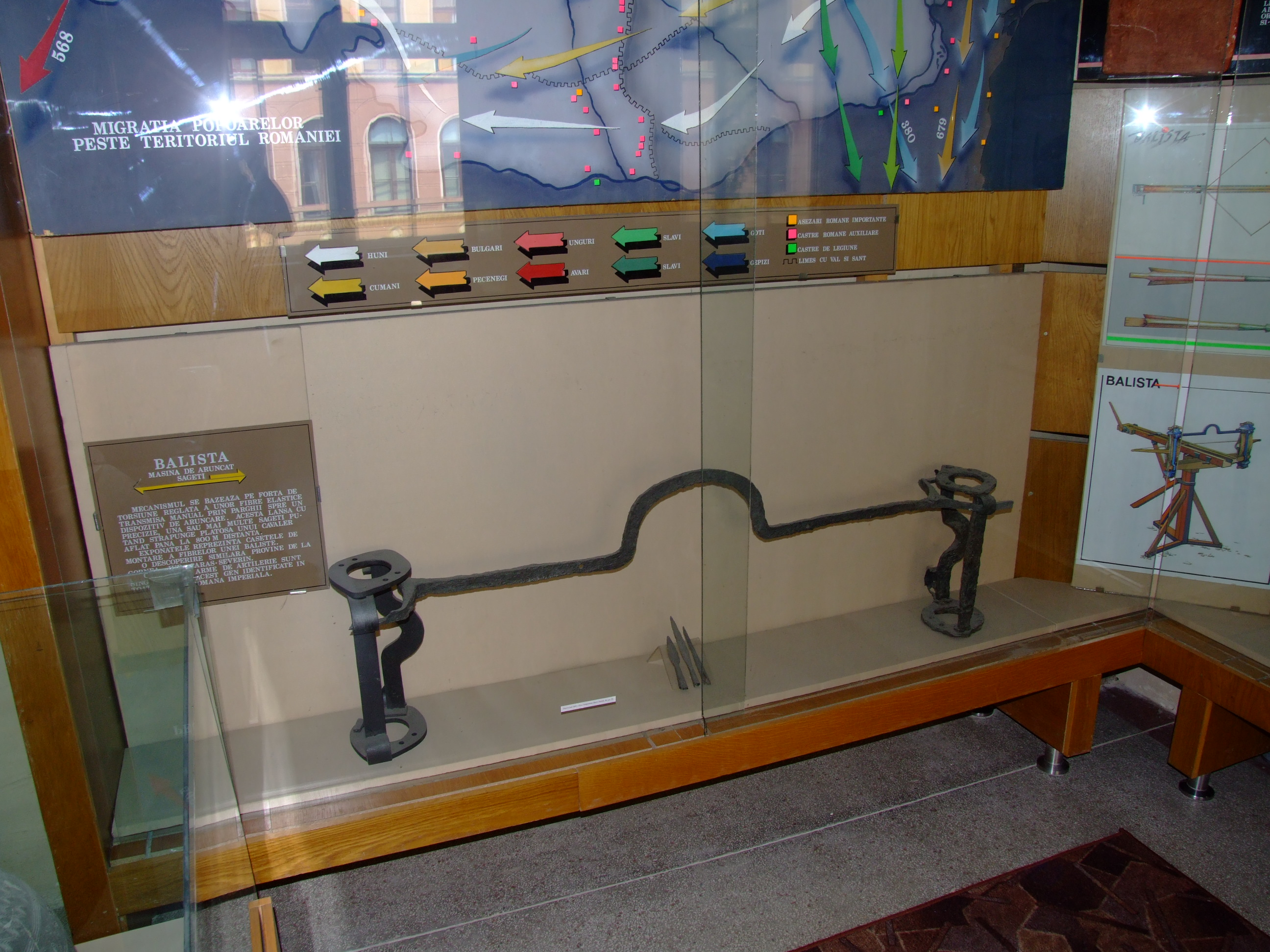
Parte de una balista del procedente de Orşova. AO: Muzeul National de Istorie a Transilvaniei, Cluj-Napoca.

## Paradero de hallazgos y protección de monumentos
La mayoría de los hallazgos arqueológicos del Castillo de Dierna se almacenan en el Instituto Arqueológico Vasile Pârvan") en Bucarest. Un hallazgo particular, parte de una balista del siglo IV, se exhibe en el Museo Nacional de Historia de Transilvania en Cluj-Napoca.
Siempre que sea posible, todos los sitios arqueológicos están protegidos como monumentos arqueológicos bajo el Decreto del Gobierno No. 43/2000 sobre la Protección del Patrimonio Arqueológico y están incluidos en el Repertorio Arqueológico Nacional con los códigos 110072.03 para el fuerte y 110072.04 para el municipio . El Ministerio de Cultura y Patrimonio Nacional es responsable, en particular, la Dirección General de Patrimonio Cultural Nacional, el Departamento de Bellas Artes y la Comisión Nacional de Monumentos Históricos y otras instituciones dependientes del Ministerio. Las excavaciones no autorizadas y la exportación de objetos antiguos están prohibidas en Rumania.